# Тарас Кумашник
Тарас Кумашник (Дрёма (вешняя)) — день народного календаря славян, приходящийся на 25 февраля (10 марта). 
Название дня происходит от имени Святого Тарасия Константинопольского. Считалось, что в этот день ни в коем случае нельзя спать днём: может напасть кумаха (лихорадка).

## Другие названия дня
рус. Тарасий, Тарасий кумошник, Тарас Бессонный, Тарасов день; бел. Тарас.
В этот день почитается Святитель Тарасий, патриарх Константинопольский; чьё имя присутствует в названиях дня. Название «бессонный» за святым закрепилось из-за того, что согласно житию, он очень мало спал. И главным содержанием дня его памяти стал запрет дневного и вечернего сна.

## Обряды и поверья
В народе Святого Тараса прозвали Бессонным, так как с этого дня по окончание пасхальной недели запрещалось спать днём, чтобы впоследствии не болеть. Бытовало поверье о кумохе — нечистой силе, которая по первому весеннему солнышку так и норовила ухватить сытый кусочек от доброго здоровья человека. Человека среди дня внезапно начинало крутить, ввечеру ноги ломить.

Весенняя дрёма лохмата кудрями,

машет руками,

глаз с поволокой

заводит в потолоки.

Кумаха. Так поселяне Костромской губернии называют называют лихорадку, появляющуюся в конце февраля. По народным поверьям, живёт кумоха в дремучем лесу, в непокрытой избе, живёт она не одна, а с сёстрами. Всех сестёр — двенадцать. Ростом и дородством сестра в сестру. Нет примет, как отличить сестру от сестры. Над всеми над ними есть старшая сестра; она-то посылает своих сестёр в мир — людей знобить, грешное тело мучить, белы кости крушить.  

[В этом случае] страждущие кумахою выходят, где в него предположительно вселилась болезнь, осыпал вокруг себя ячневой крупою и, раскланиваясь на все стороны, говорил: «Прости, сторона, Мать — Сыра Земля! Вот тебе кумоха!» Снова раскланивались на все четыре стороны и шли домой с уверенностью, что они непременно будут здоровы. В Тульской губернии поселяне уверены твердо, что 25 февраля она не смеет нападать на людей: в этот день, де, стережет кумаху домовой.[страница не указана 3113 дней].
Селяне считали, что кумохе лишь два дня в году, по весне да по осени (5 сентября), выпадает взойти на крыльцо, да пошастать у по дому. И если задремать ненароком — замучит нечистая.

## Поговорки и приметы
- С Тарасия не спят днём: кумоха нападает[13].
- Кто спит под вечер на Тараса, тот наспит кумоху[10].
- На 25 февраля стережёт кумаху домовой, чтобы она не нападала на людей (Тульская губерния)[4].
- Вешний сон валит слабых со всех сторон[10].
- Если дверь вдруг сорвётся с петель — это к смерти, пожару, эпидемии[14][3].
- Если грачи вьют гнездо, то скоро погода установится[15].